# Canet d’En Berenguer
Canet d’En Berenguer – gmina w Hiszpanii, w prowincji Walencja, we wspólnocie autonomicznej Walencja, o powierzchni 3,84 km². W 2011 roku liczyła 6014 mieszkańców.